# Sielsowiet Berdówka
Sielsowiet Berdówka (biał. Бердаўскі сельсавет, Bierdaucki sielsawiet; ros. Бердовский сельсовет) – sielsowiet na Białorusi, w obwodzie grodzieńskim, w rejonie lidzkim, z siedzibą w Berdówce.

## Demografia
Według spisu z 2009 sielsowiet Berdówka zamieszkiwało 1032 osób, w tym 528 Białorusinów (51,16%), 424 Polaków (41,09%), 63 Rosjan (6,10%), 9 Ukraińców (0,87%), 3 Mołdawian (0,29%), 4 osoby innych narodowości i 1 osoba, która nie podała żadnej narodowości.

## Geografia i transport
Sielsowiet położony jest na Poniemniu, we wschodniej części rejonu lidzkiego.
Przez sielsowiet przebiegają jedynie drogi lokalne. Jego skrajem biegnie linia kolejowa Mołodeczno – Lida.

## Miejscowości
- agromiasteczko:
  - Berdówka
- wsie:
  - Bakuny
  - Białundzie
  - Chorążowce
  - Kirianowce
  - Kosowczyzna
  - Ścierkowo
  - Tatarce
  - Wołkowce